# Thilo Sattler
Thilo Sattler (* 28. November 1955 in Wahlen (Odenwald)) ist ein ehemaliger deutscher Fußballspieler.

## Karriere
Sattler begann mit dem Vereinsfußball in seinem Heimatort bei Rot-Weiß Wahlen. Dort hatte er noch als A-Jugendlicher seine ersten Einsätze in der Herrenmannschaft. Es folgte ein Jahr beim FC Ober-Abtsteinach. Der vormalige Stürmer wurde bei seiner nächsten Station, dem FC Starkenburgia Heppenheim, zum Defensivspieler (Abwehr und defensives Mittelfeld) umgeschult. Er stieg mit Heppenheim 1978 in die Oberliga Hessen auf. 1980 kam Sattler zu Wormatia Worms in die 2. Bundesliga (Süd). Hier war er zwei Jahre lang Stammspieler. Im ersten Jahr qualifizierte sich Worms für die eingleisige zweite Liga, stieg dort dann aber im folgenden Jahr ab. Danach beendete Sattler seine höherklassige Fußballerkarriere.

### Statistik
| Liga          | Spiele (Tore) |
| ------------- | ------------- |
| 2. Bundesliga | 65 (0)        |
| Wettbewerb    |               |
| DFB-Pokal     | 03 (0)        |

## Leben
Sattler machte eine Lehre zum Maschinenschlosser und studierte später Maschinenbautechnik an der Technikerschule in Mannheim. Von 1983 bis 1989 studierte er außerdem an der Fachhochschule Darmstadt und ist seitdem freischaffender Architekt.